# Freistadt
Freistadt (csehül Cáhlov) kisváros Felső-Ausztria Mühl-negyedében, a Freistadti járás közigazgatási központja.

## Fekvése
A város kiterjedése észak-déli irányban 4,9 km és nyugat-keleti irányban 5,7 km. A terület 3%-át erdő borítja. A város több részből áll: Freistadt, Galgenau, Sankt Peter és Trölsberg. Tengerszint feletti magassága 560 méter. Freistadt Rainbach im Mühlkreis, Grünbach, Lasberg, Kefermarkt, Neumarkt im Mühlkreis és Waldburg településekkel határos. 2001-ben a város lakossága 7376 fő volt (1991: 6917).

## Címere
A bábenbergi család címere: vörös, ezüst pólyával.

## Története
A babenbergi hercegek hamar felismerték a település gazdasági és stratégiai fontosságát, azért 1220 körül szabadkereskedelmi várost hoztak létre (Frienstatt, Freystad). Hogy életképes legyen a város, többféle privilégiumot adtak a város polgárainak. 1277-től a város árumegállító joggal (árulerakásra kötelező joggal) élhetett, így évszázadokra biztosítva a város virágzását. Minden kereskedőnek, aki áthaladt a városon, három napig kellett kínálnia áruját a város által megállapított áron. Azért a kereskedők kezdték elkerülni a várost, így újabb előjoggal ruházták fel a várost: az útkényszerrel. Ha Csehország felé tartottak a kereskedők, csakis a Freistadton át vezető utat használhatták. 1363-ban IV. Rudolf, babenbergi herceg továbbá a sörfőzési (mérföld) jogot ajándékozta a városnak, ami annyit tett, hogy a város egy mérföldnyi körzetében (kb. 7 km) csakis a freistadti polgárok főzhettek sört, és mérhettek ki bort és mézsört.
A harmincéves háború folyamán Csehország részévé vált a Habsburg-birodalomnak, azért Freistadt elveszítette határvárosi státuszát, a privilégiumai elveszítették értelmüket.
2014. november 15-én átadták a város elkerülő gyorsforgalmi S10-es autóút elkerülő 6 km-es szakaszát.

## Külső hivatkozások
- turisztikai infók (német nyelven) Archiválva 2006. május 20-i dátummal a Wayback Machine-ben
- idegenvezetés
- virtuális városnézés
- Freistadti Önkéntes Tűzoltók honlapja (német nyelven)